# Kadui

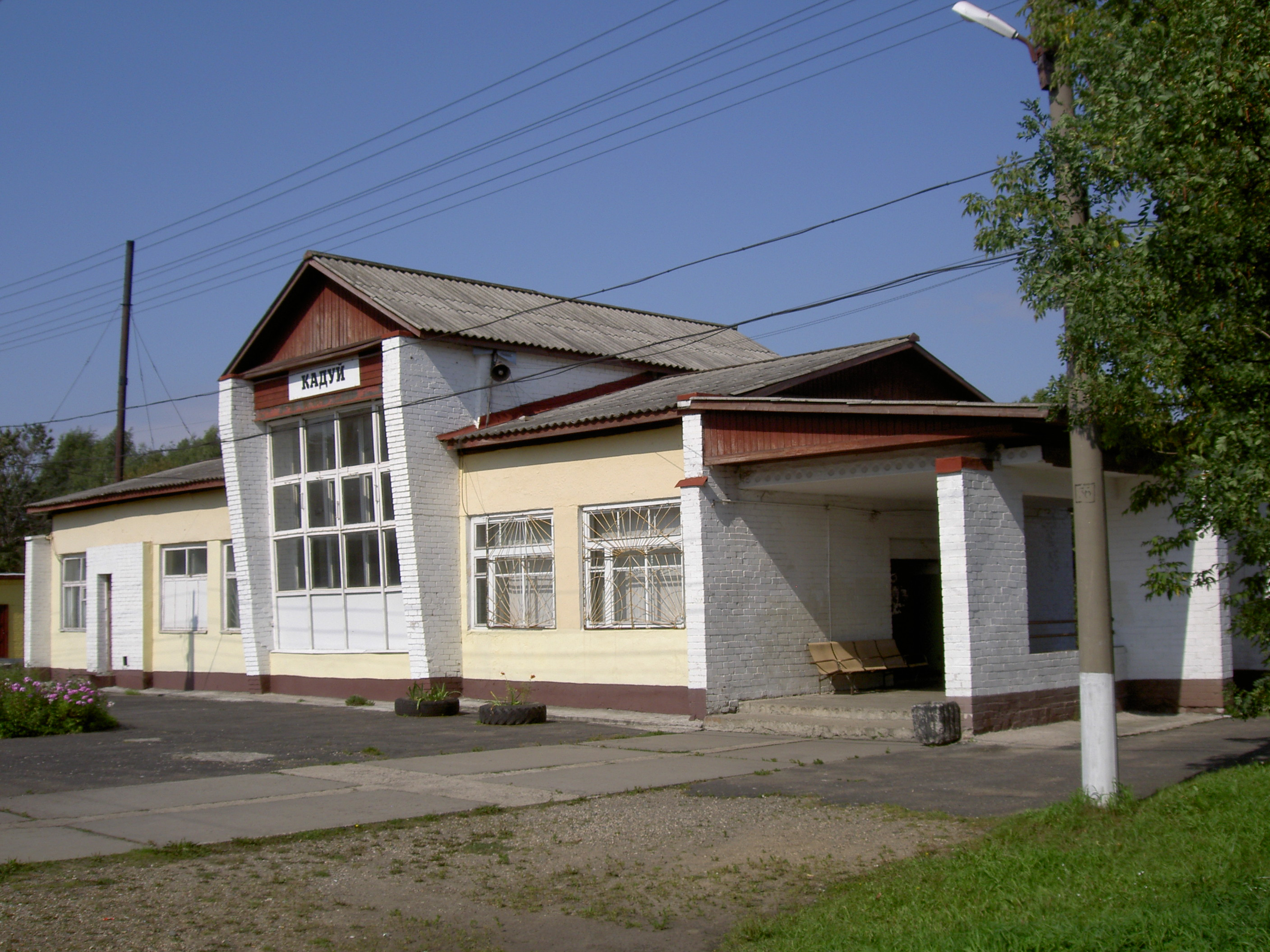
Bahnstation Kadui

Kadui (russisch Кадуй) ist eine Siedlung städtischen Typs in der Oblast Wologda (Russland) mit 11.284 Einwohnern (Stand 14. Oktober 2010).

## Geographie
Die Siedlung liegt in der sumpfigen Mologa-Scheksna-Niederung etwa 150 Kilometer Luftlinie westlich des Oblastverwaltungszentrums Wologda und 50 Kilometer westlich der Großstadt Tscherepowez am Fluss Woron unweit seiner Mündung in die Suda, einem Zufluss des Rybinsker Stausees der Wolga. Der sich südwestlich vom Kadui erstreckende Hochmoor Semisjorskaja Tschist nimmt eine Fläche von etwa 200 km² ein.
Kadui ist Verwaltungszentrum des gleichnamigen Rajons Kadui. Zur Siedlung gehören mehrere voneinander getrennte Ortsteile, die bis zu fünf Kilometern vom Ortskern entfernt sind.

## Geschichte
Ein Dorf namens Kadui, sieben Kilometer nordöstlich der heutigen Siedlung gelegen und heute mit nur einigen Dutzend Einwohnern zur Landgemeinde Pustoradizy gehörend, wurde erstmals im Jahr 1626 erwähnt. Sein Name ist vermutlich von den finno-ugrischen Wörtern kad für Wacholder und wuej für Bach, Flüsschen abgeleitet. Finno-ugrische Stämme hatten in der Gegend bis in das 12. Jahrhundert dominiert, als sie allmählich von slawischen Siedlern verdrängt wurden und das Gebiet an das Fürstentum Belosersk angeschlossen wurde.
Besonders seit Anfang des 18. Jahrhunderts entwickelten sich in der Gegend die Erzeugung von Eisen aus Raseneisenstein sowie Harz und der Bootsbau, in der zweiten Hälfte die Forstwirtschaft in großem Maßstab. 1901 wurde mit dem Bau einer Eisenbahnstrecke von Sankt Petersburg nach Wologda begonnen, um die damalige Hauptstadt des Russischen Reiches auf kürzerem Wege über Wjatka und Perm an die Transsibirische Eisenbahn anzuschließen. 1904 entstand an der Strecke die nach dem alten Dorf benannte Station Kadui, und in Folge um diese eine Stationssiedlung. Der reguläre Bahnverkehr wurde am 1. Januar 1906 aufgenommen.
1918 wurde die gewachsene Stationssiedlung Kadui Verwaltungszentrum einer Wolost (Dorfgemeinschaft), 1927 des neu geschaffenen gleichnamigen Rajons. Ab den 1930er-Jahren entstanden ein Forstwirtschaftsbetrieb, ein Sägewerk und eine Fabrik zur Verarbeitung von Wildfrüchten.
Am 7. Juni 1947 erhielt Kadui den Status einer Siedlung städtischen Typs. Ab 1968 Kilometer nördlich der Siedlung am Ufer der Suda das Tscherepowezker Wärmekraftwerk (Tscherepowezkaja GRES) errichtet, was eine Verdoppelung der Einwohnerzahl zur Folge hatte. Der erste Kraftwerksblock ging am 22. Dezember 1976, der dritte und letzte 1978 in Betrieb.

### Bevölkerungsentwicklung
| Jahr | Einwohner |
| ---- | --------- |
| 1939 | 2.540     |
| 1959 | 3.347     |
| 1970 | 5.784     |
| 1979 | 10.184    |
| 1989 | 11.153    |
| 2002 | 11.798    |
| 2010 | 11.284    |

Anmerkung: Volkszählungsdaten

## Kultur und Sehenswürdigkeiten
Kadui besitzt seit September 2000 ein Heimatmuseum, das auf Grundlage eines in den 1970er-Jahren geschaffenen Schulmuseums entstand. Nach deren Initiator Alexander Jukow ist das Museum benannt.
Bedeutendste Sehenswürdigkeit in der Umgebung sind die Überreste der 30 Kilometer nördlich bei der Ansiedlung Seljony Bereg am rechten Ufer des linken Suda-Nebenflusses Andoga gelegenen Philipp-Irapski-Einsiedelei (Филиппо-Ирапская пустынь/Filippo-Irapskaja pustyn). Sie wurde 1517 gegründet und später zum russisch-orthodox Krasnoborski-Dreifaltigkeits-Kloster (Красноборский Свято-Троицкий монастырь/Krasnoborski Swjato-Troizki monastyr) erhoben. In der sowjetischen Periode wurde das Kloster 1927 geschlossen und größtenteils zerstört. Zu Ehren des Heiligen Philipp Irapski (so genannt nach den bei der Einsiedelei in die Andoga mündenden Bach Irap) wurde in Kadui Ende der 1990er-Jahre eine Holzkirche errichtet und auf dessen Namen geweiht.

## Wirtschaft und Infrastruktur
Größtes Unternehmen ist das vom Energieversorger OGK-6 betriebene Tscherepowezker Wärmekraftwerk mit einer Leistung von 630 Megawatt. Ursprünglich für den Betrieb mit Torf konzipiert, werden heute Erdgas und Steinkohle genutzt. Daneben gibt es Betriebe der Forstwirtschaft und der holzverarbeitenden Industrie, der Lebensmittelindustrie und der Bau- und Baumaterialienwirtschaft.
Die Siedlung liegt an der seit dem Jahr 2000 durchgehend elektrifizierten Eisenbahnstrecke Sankt Petersburg – Wolchowstroi – Wologda (Streckenkilometer 429). Kadui ist über eine 18 Kilometer lange Stichstraße entlang der Bahnstrecke an die östlich vorbeiführende Fernstraße A114 (Sankt Petersburg –) Nowaja Ladoga – Wologda angeschlossen. Der innerörtliche Nahverkehr zu den Ortsteilen wird mit Bussen betrieben.